# Lagoa (Macedo de Cavaleiros)
Lagoa es una freguesia portuguesa del municipio de Macedo de Cavaleiros, con 34,52 km² de superficie y 432 habitantes (2001). Su densidad de población es de 12,5 hab/km².